# Daniił Sobczenko
Daniił Jewgienjewicz Sobczenko, ros Даниил Евгеньевич Собченко; ukr. Данило Євгенійович Собченко – Danyło Jewhenijowycz Sobczenko (ur. 13 kwietnia 1991 w Kijowie, zm. 7 września 2011 w Jarosławiu) – rosyjski hokeista ukraińskiego pochodzenia.
Jego ojciec Jewhenij Sobczenko (ur. 1968) także był hokeistą.

## Życiorys
Kariera klubowa
- Łokomotiw 2 Jarosław (2006–2009)
- Łokomotiw Jarosław (2009–2011)
  -  Łoko Jarosław (2009–2011)

Był wychowankiem ukraińskiego klubu Kryżynka Kijów. Zginął 7 września 2011 w katastrofie samolotu pasażerskiego Jak-42D w pobliżu Jarosławia. Wraz z drużyną leciał do Mińska na inauguracyjny mecz ligi KHL sezonu 2011/12 z Dynama Mińsk.
Został pochowany 10 września 2011 na cmentarzu Sowśke w rodzinnym Kijowie (wraz z nim inna ofiara katastrofy, także pochodzący z Kijowa Witalij Anikiejenko).

## Sukcesy
Reprezentacyjne
- Złoty medal mistrzostw świata juniorów do lat 20: 2011

Klubowe
- Brązowy medal Mistrzostw Rosji: 2011 z Łokomotiwem